# Беконсфилд (Виктория)
Беконсфилд (англ. Beaconsfield) — пригород Мельбурна, Виктория, Австралия. Расположен в 46 км к юго-востоку от центрального делового района Мельбурна. Согласно переписи 2011 года, Беконсфилд имел население 6412 человек.
В пригороде есть своя собственная железнодорожная станция.

## История
Пригород был создан на железнодорожной станции в «Cardinia Creek», Бенджамин Дизраэли (лорд Беконсфилд) умер за день до открытия станции, а потому пригород решили назвать в его честь. 7 октября 1878 года открылось первое почтовое отделение, 1 января 1883 года открылось почтовое отделение железнодорожной станции. В 1891 году пригород был переименован в Хай-Беконсфилд, в 1902 году железнодорожную станцию переименовали в Беконсфилд.

## Известные люди из Беконсфилда
- Ванесса Амороси — известная австралийская певица.
- Лен Мэддокс — бывший австралийский игрок в крикет.
- Брендан Февола — футболист
- Остин Джонс — футболист